# Storia genetica della Sardegna
La genetica della popolazione della Sardegna consiste nello studio del pool genico degli isolani con due principali obiettivi. Il primo è prettamente scientifico e culturale ed è quello di ricostruire la storia naturale della popolazione. Essa consiste nella comprensione dell'entità, dei tempi e delle modalità della fondazione unitamente alle successive o concomitanti dinamiche demografiche e evolutive. L'altro è invece applicativo ed ha la finalità di comprendere le cause genetiche di alcune patologie sfruttando alcune peculiarità della popolazione sarda, che la rendono di elezione per studi che prevedono l'utilizzo di isolati genetici.
Entrambi gli obiettivi sono perseguiti attraverso lo studio molecolare di marcatori genetici di individui della popolazione mediante un approccio multidisciplinare che coinvolge biologi, medici, naturalisti, statistici, bioinformatici, biotecnologi, archeologi, antropologi e paleontologi.

## Evoluzione e demografia
La posizione geografica della Sardegna e la montuosità del suo territorio hanno fatto sì che nella popolazione sarda si siano venute a creare particolari caratteristiche antropologiche e geniche, per via di fenomeni quali l'isolamento, l'endogamia e processi evolutivi come la deriva genetica, in maniera analoga ad altre popolazioni europee come i baschi, i lapponi e gli islandesi.

### Dimensione della popolazione ancestrale
L'elevata variabilità genetica implica un numero rilevante di linee fondatrici. L'archeologia indica che la dimensione effettiva della popolazione sarda sia stata rilevante rispetto ad altre aree geografiche coeve. Le grandi crisi demografiche, come ad esempio quelle provocate dalle epidemie di peste, non hanno potuto intaccare la struttura originaria della popolazione.

### Struttura della popolazione
Presenza di alta variabilità interindividuale, ma bassa variabilità tra subpopolazioni geografiche o linguistiche (con la possibile eccezione della Gallura). Questa assenza di substruttura rende la popolazione ottimale per lo studio e la comprensione delle cause genetiche di patologie a eziologia ancora ignota, soprattutto di quelle che presentano alta incidenza nell'isola, come le malattie autoimmuni diabete e sclerosi multipla.
Infatti una casistica maggiore di individui affetti si può ottenere in una popolazione vasta e omogenea.
Tale caratteristica di omogeneità della popolazione sarda non è però unanimemente accettata. Altri studi hanno evidenziato una elevata variabilità tra subpopolazioni geografiche o linguistiche, mentre l'intera popolazione sarda presenterebbe livelli di eterogeneità paragonabili a quelli delle popolazioni continentali. Solo alcune sottopopolazioni (ad esempio quella dell'Ogliastra) caratterizzate da un elevato grado di isolamento e di omogeneità sarebbero adatte a questo scopo.

### Flusso genico
Il numero di mutazioni accumulate in regioni cromosomiche non ricombinanti, è stato impiegato come orologio molecolare. L'interpretazione dei risultati farebbe risalire la popolazione sarda attuale da varie popolazioni che potrebbero aver raggiunto l'isola dall'Europa continentale in più ondate migratorie, a partire dal Paleolitico superiore e dal Mesolitico.

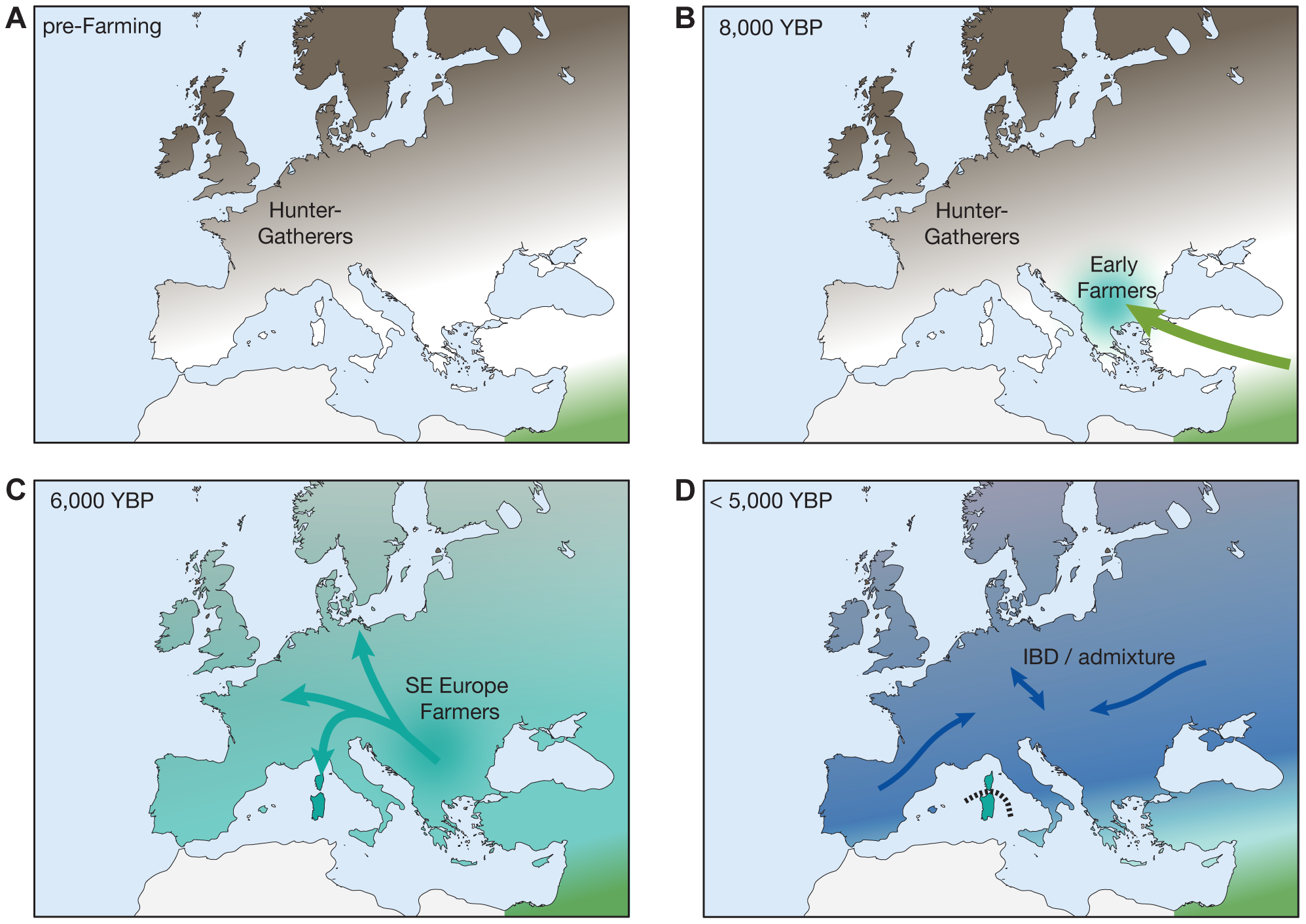
Migrazioni preistoriche in Europa e in Sardegna ricostruite attraverso lo studio del DNA antico. L'isola è la regione europea meno coinvolta dai flussi migratori post-neolitici

Comparazioni tra il DNA antico e moderno hanno permesso di stabilire che l'attuale popolazione isolana, assieme a quella basca, è quella che ha meglio conservato le caratteristiche genetiche dei primi agricoltori neolitici europei si stima che attualmente la discendenza dai primi agricoltori neolitici è al 56-62% (82.9–86.0% prima del I millennio a.C.).

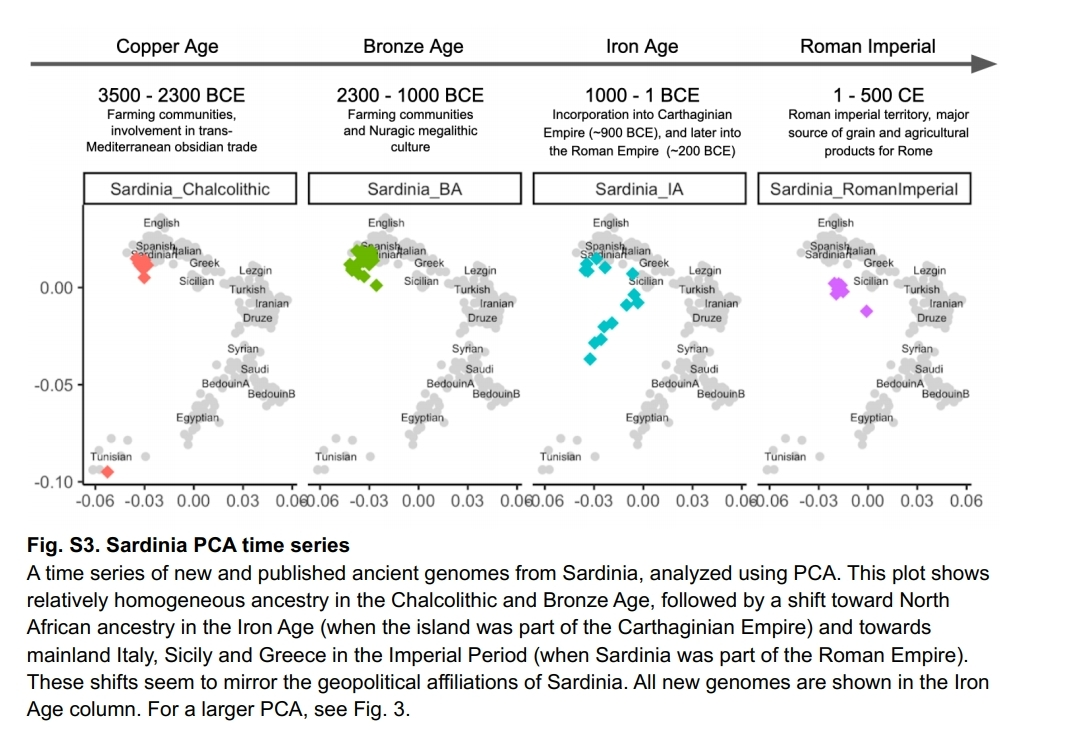
Analisi delle componenti principali dei genomi sardi antichi analizzati. I sardi moderni mostrano una maggiore vicinanza con i campioni del 3500-1000 a.C.

Secondo Raveane et al. (2022), i sardi, tra gli italiani, sono i più simili agli individui che vivevano nella stessa area nel Mesolitico, nel Neolitico e nell'Età del bronzo.

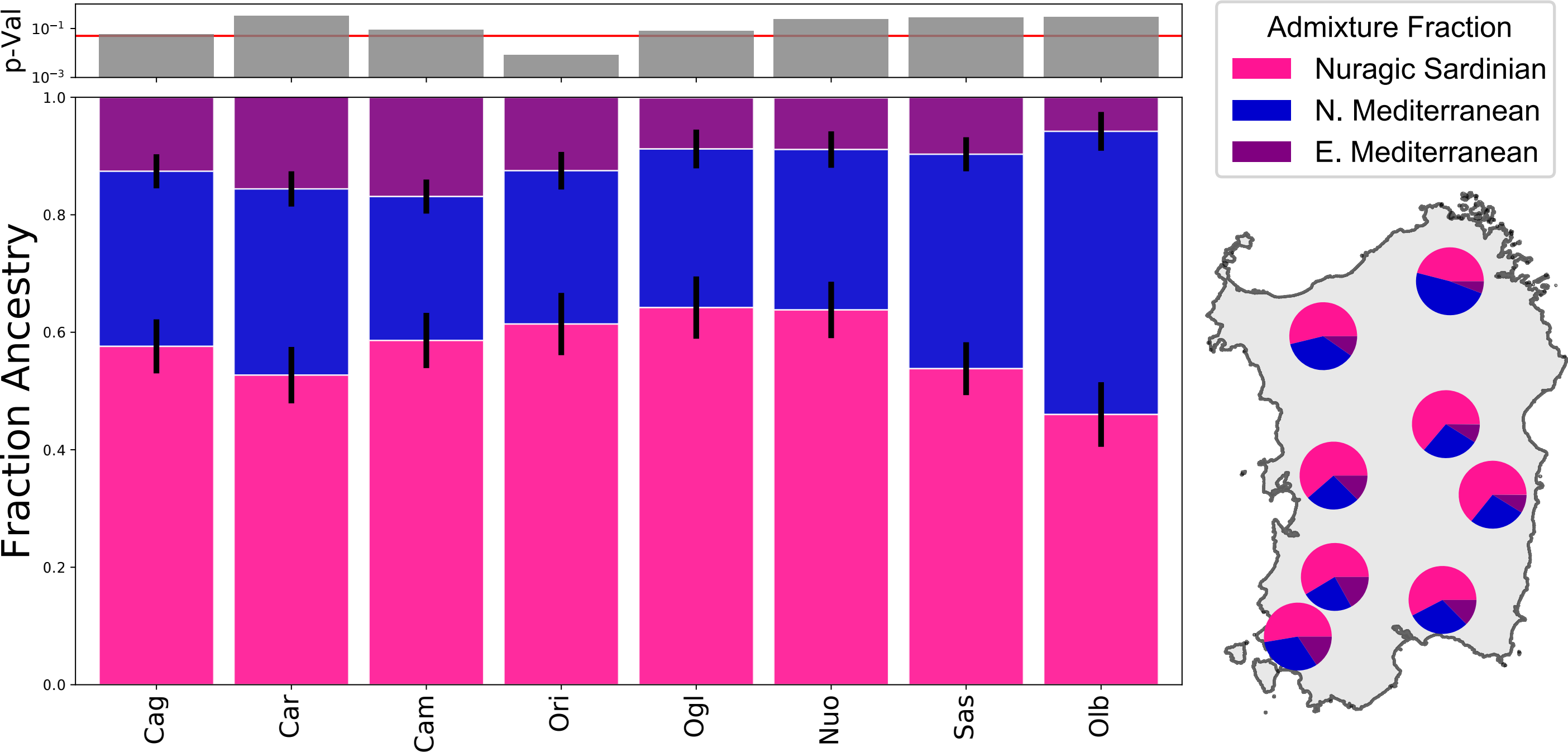
Modello genetico delle moderne popolazioni sarde secondo Marcus et al. (2020). Valori medi per provincia.
Sardi nuragici
Mediterraneo settentrionale
Mediterraneo orientale

I dati ricavati dallo studio sul DNA autosomico evidenziano poi un consistente flusso genico operato dai popoli colonizzatori delle epoche storiche, ossia dal I millennio a.C. in poi, in particolare dal Nord (~25-50%) e in minor misura dall'Est (~5-15%) del Mar Mediterraneo, benché la componente genetica associata ai Nuragici, affine a quella di altre popolazioni di diverse culture archeologiche dell'Europa Antica, sia ancora predominante in tutte le regioni dell'isola (~50-65%). La componente post-nuragica del "Mediterraneo orientale" è leggermente più diffusa nel centro-sud dell'isola e si ritrova, con valori più alti, in altre popolazioni dell'Europa meridionale, come ad esempio i greci, i maltesi o i ciprioti. La componente post-nuragica proveniente dal "Mediterraneo settentrionale" (che comprende popolazioni quali còrsi, lombardi, toscani, francesi, baschi e spagnoli), è diffusa in tutta l'isola, con un picco nel nord.
Una menzione a parte meritano alcune aree geograficamente circoscritte come la Gallura, e in particolare l'isola di San Pietro, per lungo tempo pressoché disabitate e poi teatro di migrazioni ben documentate provenienti rispettivamente dalla Corsica e dalla Liguria (via Tabarka), le cui popolazioni si distinguono sia dal punto di vista linguistico che genico dalla restante popolazione regionale. I nativi della provincia di Olbia-Tempio mostrano infatti la più alta percentuale (~50%) della componente post-nuragica del "Mediterraneo settentrionale" in Sardegna e sono, tra i sardi, i più vicini alle popolazioni continentali, sebbene prossimi agli altri sardi, in particolare della provincia di Sassari, mentre la popolazione di Carloforte risulta geneticamente più vicina a quelle della penisola italiana, in particolare liguri, che a quelle circostanti.
Gli abitanti di Alghero, città di lingua catalana, sono invece più simili agli altri sardi che ai catalani.

### Conclusioni

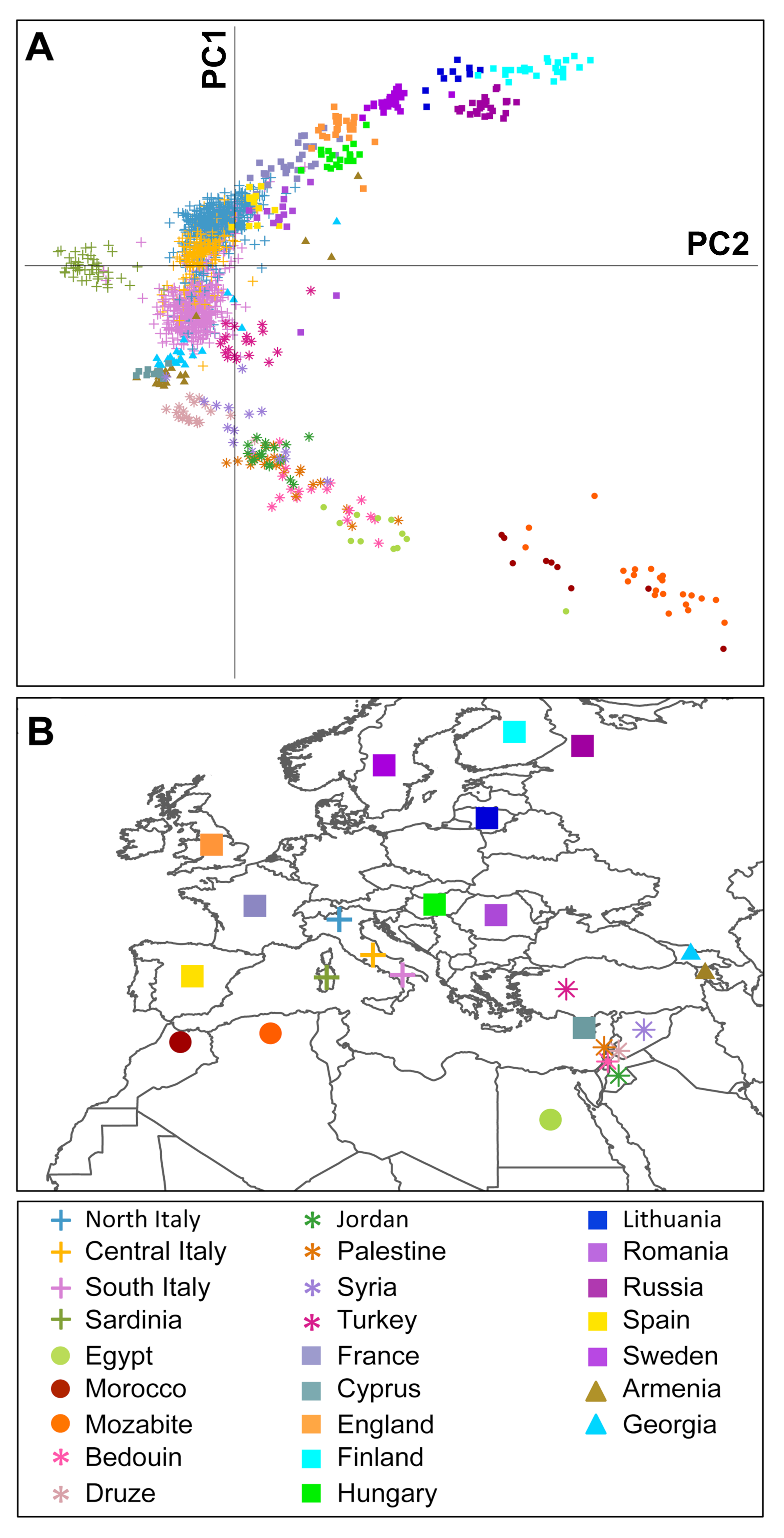
Analisi delle componenti principali delle moderne popolazioni europee e mediterranee in Europa, Nord Africa e Medio Oriente

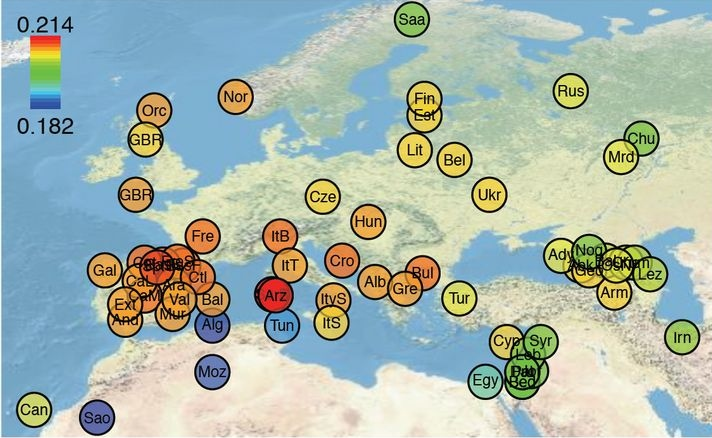
Indice di fissazione. In tonalità di arancio le popolazioni con una maggior eredità genetica condivisa con i sardi

In conclusione si può quindi affermare che i geni dei sardi si inquadrano perfettamente nell'ambito del pool genico europeo, in particolare dell'Europa occidentale, con grosse differenze però in termini di:
- frequenze geniche (per lo più dovute a effetto del fondatore e deriva genetica casuale). Ad esempio l'aplotipo I2a1(M26) del cromosoma Y, presente anche nella penisola iberica e in Francia (19% in Castiglia, 8% nel Béarn e 6% tra i baschi[9]) ha in Sardegna frequenze fino oltre il 40%.[27] L'alta frequenza di questo aplotipo tra i sardi sarebbe dovuta ad una migrazione preistorica di popoli originari dell'Europa continentale verso la Sardegna, forse dalla regione dei Pirenei[9] o, in alternativa, dalla Toscana, attraverso l'isola d'Elba e la Corsica[28]. L'aplogruppo I, presente in Europa sin dal paleolitico superiore[29], si riscontra tra gli europei moderni principalmente nella popolazione sarda, ma in percentuali simili anche tra quelle dei Balcani occidentali e della Scandinavia[9].
- presenza di sottotipi sardo-specifici (da imputarsi a mutazioni occorse nell'isola di aplogruppi più antichi diffusi in Europa e nel Mediterraneo). Ad esempio, l'aplotipo R-M18 è esclusivo della Sardegna e origina per acquisizione di una mutazione dall'aplogruppo più antico R-M173. Dagli studi è emerso che l'80% circa delle linee mitocondriali dei sardi moderni sono presenti solo in Sardegna e risalgono ai periodi neolitico-età del rame, nuragico e post-nuragico, confermando l'ipotesi che le moderne popolazioni sarde conservino gran parte del patrimonio genetico dei primi abitanti agricoltori dell'isola.[30]  Tra queste, vi è la linea mitocondriale U5b3a1a, esclusiva della Sardegna ma originatasi dalla linea U5b3a1, giunta dalla Provenza ~9000-7000 anni fa, forse attraverso il commercio di ossidiana dal Monte Arci, che collegava le due regioni.[31]
- scarsa incidenza della componente autosomica ANE (Ancient North Eurasian o antichi eurasiatici settentrionali), diffusa in gran parte delle popolazioni euroasiatiche e tra i nativi americani; costituisce circa il 10-20% dell'ascendenza genetica degli attuali europei, in Sardegna il 5% circa[32]. Questa componente, ricollegabile ad alcune popolazioni paleolitiche siberiane tra cui quelle della cultura di Mal'ta-Buret', sarebbe giunta in Europa occidentale da oriente a partire dal Calcolitico attraverso la migrazione di nuove popolazioni dette pastori delle steppe occidentali. Il contributo genico dei popoli della steppa pontico-caspica, che si ritiene abbiano introdotto le lingue indoeuropee in Europa, è in Sardegna più rilevante nelle regioni costiere e sub-costiere rispetto alla regione montuosa del Gennargentu[33]:

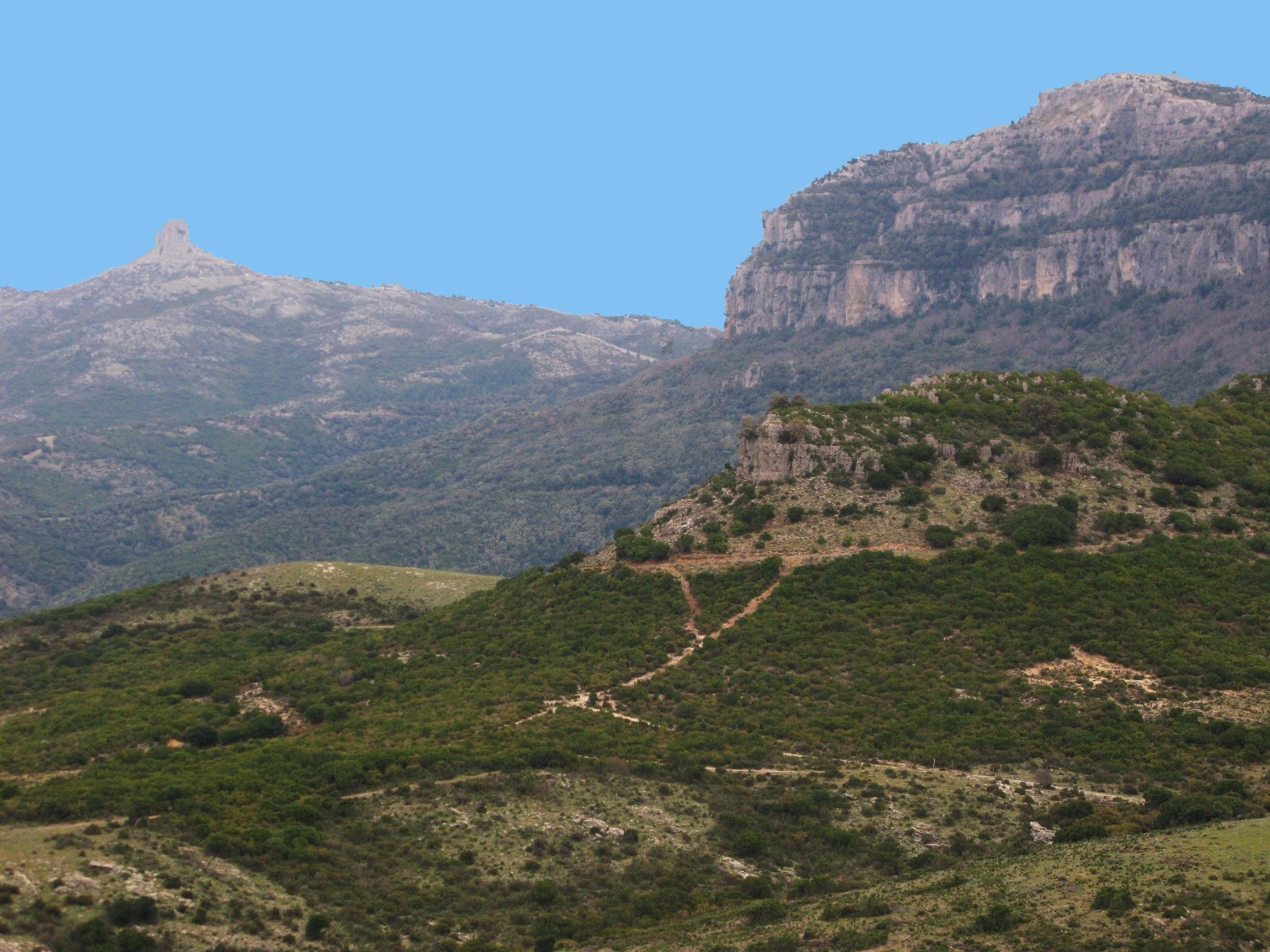
Monte Perda Liana e monte Tonneri, massiccio del Gennargentu

(Charleston W.K. Chiang et al, Population history of the Sardinian people inferred from whole-genome sequencing)

## Malattie genetiche frequenti
- Diabete mellito di tipo 1
- Malattia di Wilson
- Sclerosi multipla
- Talassemia beta39
- APECED

### Selezione
La frequenza di alcuni geni è stata influenzata dalla presenza della selezione operata dal plasmodium, l'agente infettivo della malaria che, durante il suo ciclo vitale parassitizza i globuli rossi del sangue dell'uomo e le ghiandole salivari della zanzara. La selezione ha agito aumentando la frequenza di geni che possono causare l'insorgenza di α- e β-talassemie o del favismo attraverso un processo noto come polimorfismo bilanciato.

### Beta Talassemia
La beta talassemia, detta anche anemia mediterranea, è una delle patologie ereditarie più diffuse in Sardegna, in particolare nel meridione dell'isola. Si caratterizza per l'assenza o il deficit della sintesi delle catene di betaglobina che codificano l'emoglobina, proteina globulare essenziale per il trasporto dell'ossigeno ai vari tessuti dell'organismo.

### Sclerosi multipla
200-240
     150-200
     100-150
     0-100
     Dato non conosciuto

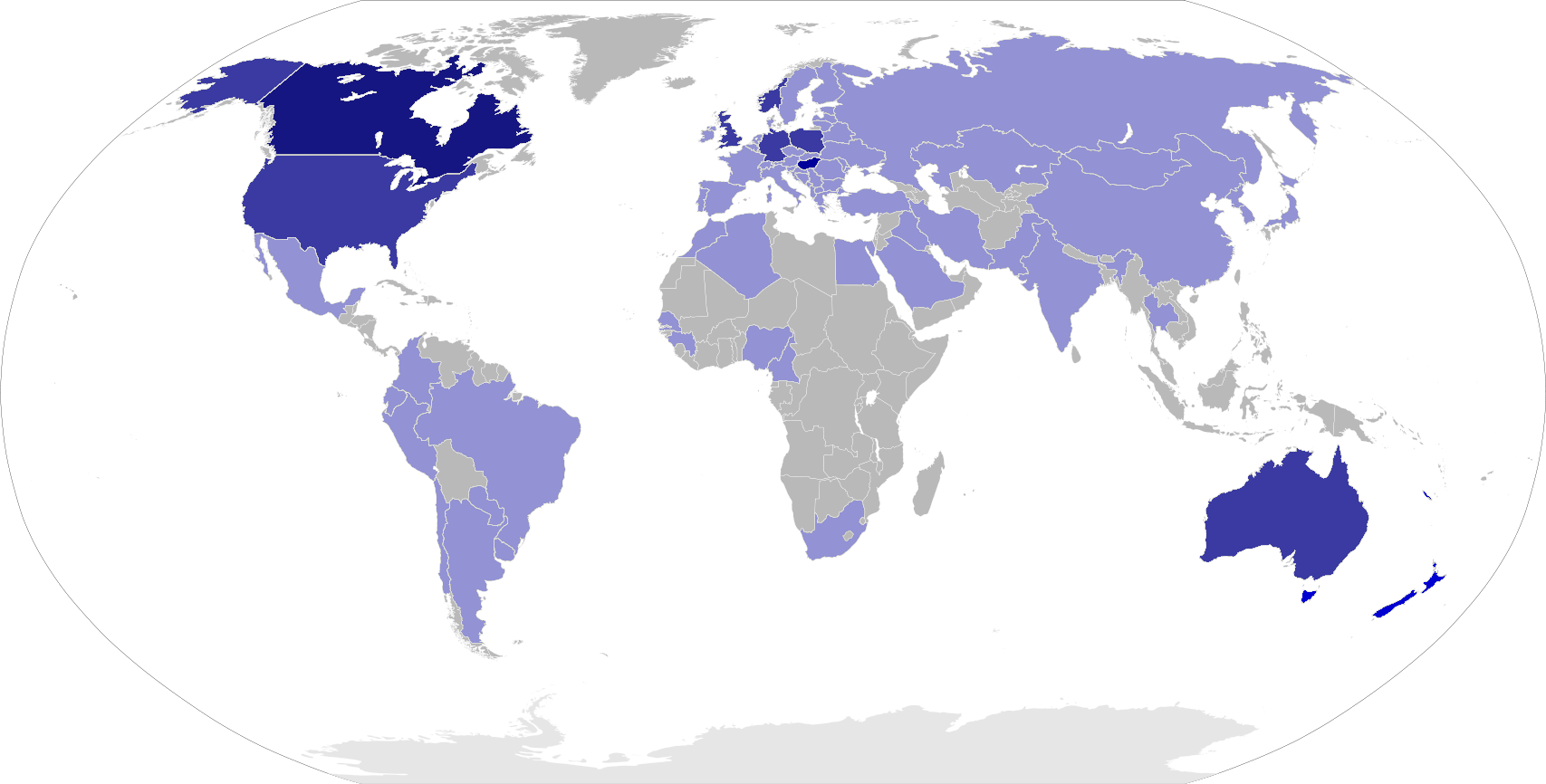
Prevalenza globale della sclerosi multipla per abitanti (Fonte: Multiple sclerosis international federation):
200-240
150-200
100-150
0-100
Dato non conosciuto

La Sclerosi multipla è una patologia autoimmune che colpisce il sistema nervoso e che è diffusa soprattutto tra le popolazioni europoidi. La incidenza di questa patologia tra i sardi è elevata e comparabile solo con quella delle popolazioni del nord Europa o di ascendenza nord europea. Questo contrasta con l'ipotesi di un cline di incidenza nord-sud in Europa che potrebbe essere correlato ad un qualche fattore ambientale eziologico ancora sconosciuto.
Inoltre, dall'analisi della ricorrenza della malattia nei fratelli di numerosi pazienti, unitamente ad altri elementi epidemiologici o di rischio quali il sesso, l'età di esordio, il luogo di nascita e la presenza di altri familiari affetti oltre i fratelli si è osservato un maggior rischio di incidenza nei fratelli dei pazienti rispetto alla popolazione generale. In aggiunta, per valutare la presenza di familiarità tra pazienti non imparentati, 11 individui provenienti da un singolo paese sono stati correlati genealogicamente tra loro mediante pedigree, rivelando che discendevano tutti da sole 3 coppie di antenati. In generale l'aumento dell'incidenza tra persone che condividono parte del patrimonio genetico starebbe ad indicare un effetto genetico nella manifestazione della malattia. Queste evidenze suggeriscono che geni di suscettibilità alla sclerosi multipla fanno parte del pool genico dei sardi sulla base della condivisione di varianti genetiche per discesa da comuni progenitori.

## Longevità
In Sardegna è presente un'intensa attività di ricerca sulla genetica che coinvolge la popolazione (caratterizzata da un patrimonio genetico omogeneo) e che riguarda sostanzialmente due progetti: 
- Progetto "ProgeNIA" - Utilizzo della popolazione sarda, per la sua omogeneità, per lo studio dei tratti fenotipici legati all'invecchiamento, e di malattie complesse;
- Progetto "AKeA" - Studio dei marcatori della salute e della longevità dei Sardi.
- Attività svolta dalla SHARDNA s.p.a[37]

Il Progetto "ProgeNIA", iniziato nel novembre del 2001, è nato dalla collaborazione tra il Consiglio Nazionale delle Ricerche, il National Institute of Aging degli Stati Uniti (che lo finanzia interamente) ed il National Institute of Health (NIA-NIH); vede la partecipazione attiva degli abitanti di Lanusei, Ilbono, Arzana ed Elini (doveva concludersi entro il 2005, ma è stato rifinanziato fino al 2011).
Gli studi del Progetto Progenia mirano a identificare i geni e i fattori ambientali responsabili dell'invecchiamento dell'uomo. ed hanno portato alla scoperta dell'esistenza di una relazione tra adiposità, circonferenza della vita e quantità di insulina presente nell'individuo. È stato dimostrato inoltre che nella formazione del colesterolo l'ereditarietà è responsabile per il 40% mentre l'ambiente (il cibo e lo stile di vita) per il 60%. Si è rilevato poi che negli anziani longevi l'ereditarietà ha più peso nelle donne rispetto agli uomini e che, a seconda di come si combinano una serie di caratteristiche di vita e di stato di salute, l'influenza dei geni si fa sentire più o meno tardivamente.".
Sulla rivista scientifica Plos Genetics sono stati pubblicati i risultati ottenuti dagli studi condotti sull'Ereditarietà delle caratteristiche cardiovascolari e di tratti della personalità su 6148 sardi e sui geni responsabili dell'obesità. Oltre alle scoperte sull'obesita, gli studi sui volontari che partecipano al progetto Progenia hanno portato alla scoperta del gene responsabile della variazione dell'acido urico, di un gene responsabile per l'altezza, e di 7 nuovi geni del colesterolo.
Il progetto "AKeA" (acronimo di "A Kent'Annos", tradizionale augurio sardo che significa "a cent'anni"), basato sugli studi effettuati a partire dal 1997 dal team del Prof. Luca Deiana e presentato ufficialmente nel febbraio 2002, fa capo alla cattedra di Biochimica Clinica dell'Università di Sassari e vede la collaborazione del Max-Planck Institute for Demographic Research di Rostock, in Germania e dalla Duke University della Carolina del Nord, negli USA. Il monitoraggio viene fatto su tutta la popolazione sarda.
I risultati dello studio "AKeA" sono stati pubblicati e presentati in vari simposi internazionali che hanno visto la partecipazione di ricercatori di tutto il mondo, giunti nell'isola per studiare il DNA dei Sardi, ed hanno suscitato anche l'interesse dei mass-media.
In Sardegna, infatti, è stata constatata la presenza di numerosi ultracentenari (nel luglio del 2007 erano più di 330), in media circa 22 ogni centomila abitanti, contro una media tra gli 8 e i 10 in altre parti del mondo. Questo rapporto risulta in crescita col passare del tempo, dal momento che nel periodo '97-'99 la media era di 13,5 ultracentenari, e nel 2000 era salita a 19.
Sono state individuate delle zone interne ad alta concentrazione di longevi, e si è scoperto che il rapporto maschi/femmine ultracentenari in Sardegna è ben diverso da quello presente altrove. Se nel resto d'Italia ed in occidente il rapporto è di 1 a 4, se non addirittura di 1 a 7, nell'Isola è generalmente al di sotto di 1 a 2, per diventare paritetico nelle aree interne.
Sono state formulate molte spiegazioni di questa particolarità, come la qualità della vita o un particolare regime alimentare, ma principalmente gli studiosi sono interessati ad analizzare specifici fattori genetici che interagirebbero in concomitanza con i fattori ambientali.
L'Isola vanta alcuni primati:
- l'uomo più vecchio del mondo, attestato dal Guinness dei Primati 2001. Antonio Todde (chiamato Tziu Antoni), nato a Tiana (NU) il 22 gennaio 1889, è scomparso il 3 gennaio del 2002, poche settimane prima del compimento del 113º compleanno; attribuiva la sua longevità al bicchiere di buon vino rosso che beveva ogni giorno[51].
- l'uomo più vecchio d'Europa, e al terzo posto in tutto il mondo, nel 2003. Giovanni Frau, nato a Orroli (CA) il 29 dicembre 1890, è scomparso il 19/06/2003 all'età di 112 anni.[52]